# Fuente de Higía
La fuente de Higía (en alemán: Hygieia-Brunnen) es un monumento de la ciudad de Hamburgo, al norte de Alemania, construido a finales del siglo xix con el objetivo de conmemorar la gran epidemia de cólera en Hamburgo de 1892, en la que murieron más de 8000 ciudadanos hamburguesas. La fuente, ubicada en el cour d'honneur del Ayuntamiento de Hamburgo —uniéndolo con la bolsa de valores—, está clasificada como monumento cultural de Hamburgo (número de identificación 12066).

## Historia
La epidemia de cólera en Hamburgo de 1892 fue el último gran brote de cólera en Alemania, que estalló durante un verano caluroso, estando el nivel del agua del Elba bajo y su temperatura inusualmente cálida. Debido a un largo desacuerdo entre las autoridades y la ciudadanía con respecto a la construcción de un sistema de filtrado, el agua potable de Hamburgo que procedía del Elba se consumía sin ser anteriormente purificada. El punto de extracción —dos kilómetros río arriba— estuvo expuesto a aguas residuales, contaminadas durante la marea alta. Aquello, unido a las malas condiciones de salud en muchas de las viviendas en varias partes de la ciudad, sobre todo sótanos, resultó en una pandemia con efectos devastadores.
La fuente de Higía se construyó entre 1895 y 1896, diseñada por el escultor Joseph von Kramer, oriundo de Múnich y hermano del arquitecto Theodor von Kramer. Originalmente, fue proyectada para representar el comercio marítimo en la ciudad portuaria de Hamburgo, con Mercurio —el dios romano del comercio— siendo la figura central ubicada en lo alto del monumento.
Sin embargo, debido al drama ocasionado por la epidemia que asolaba la ciudad, el Consejo de Diputados de la Ciudad de Hamburgo tomó la decisión de cambiar el enfoque del monumento, y con ello la deidad que lo representa. En la mitología griega, Higía es la diosa de la curación, la limpieza y la sanidad (cuyo padre, Asclepio, es el dios de la medicina). De su nombre proviene la palabra «higiene», siendo su equivalente en la mitología romana Salus (del que proviene la palabra «salud»).

## Descripción

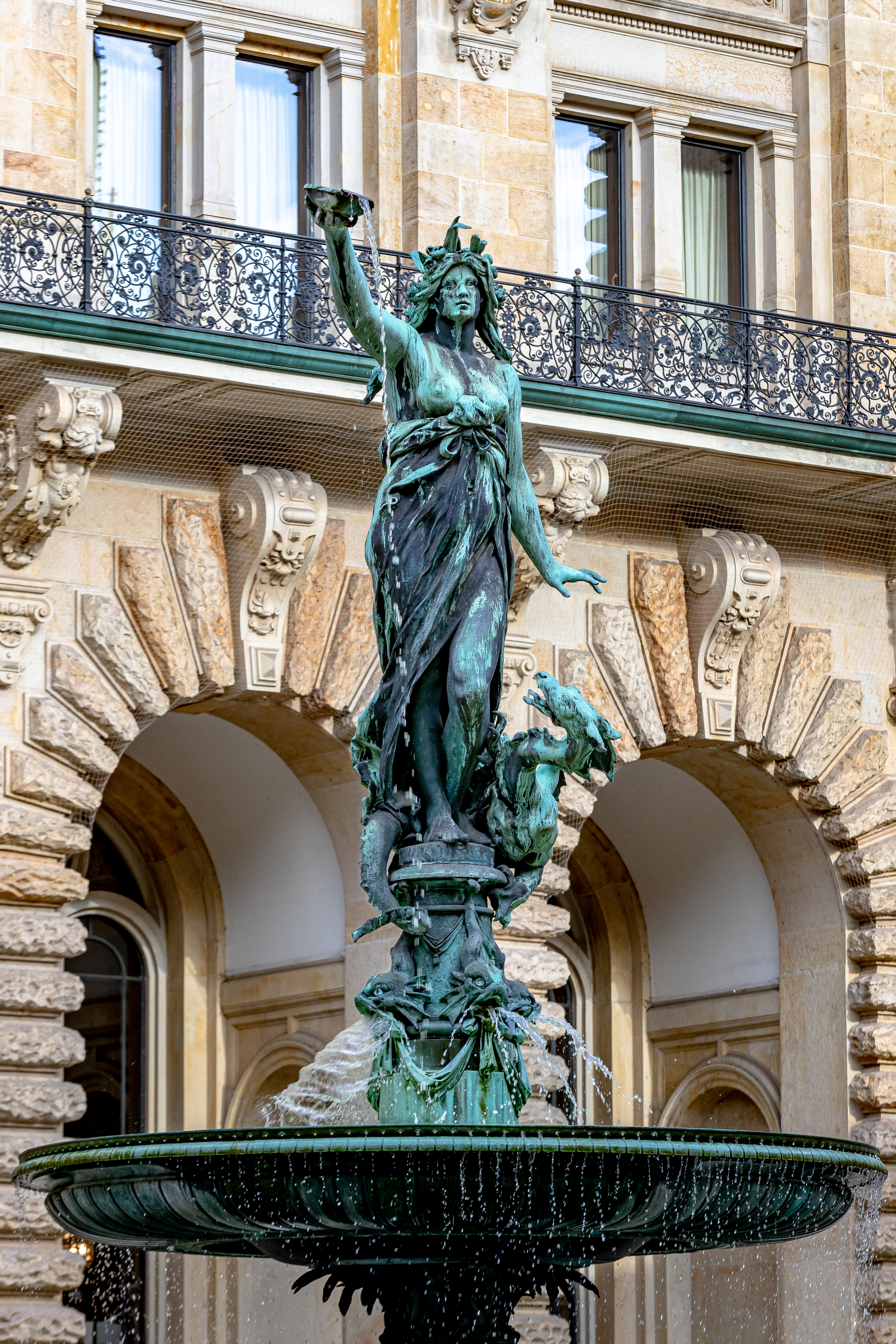
Higía y el dragón

La estructura básica de la fuente consta de tres recipientes colectores redondos (o palanganas), el superior siendo un cuenco de bronce, del cual el agua desbordante cae en una palangana más grande, en forma de anillo. Del mismo modo, el agua desbordante que se eleva por encima de las gárgolas cae en un recipiente inferior —el más grande— también en forma de anillo, al nivel del suelo.
En el centro, sobre el cuenco superior de la fuente, se erige la estatua de bronce de Higía, quien sostiene en su mano un pequeño bol inclinado, permitiendo de este modo que el agua desbordante caiga en el cuenco a sus pies, envueltos por la figura de un dragón.
Alrededor del recipiente del medio, con los pies casi tocando el agua de la palangana inferior, se encuentran las esculturas de seis figuras de bronce sentadas, cada una ilustrando una distinta actividad relacionada con el agua.
El simbolismo de la fuente se refleja en el poder purificador del agua que fluye de un cuenco sostenido en la mano de Higía, y la victoria sobre la epidemia, representada por un dragón derrotado a los pies de la diosa. Mientras que las seis figuras inferiores (mujeres y hombres) ilustran los distintos beneficios y usos del agua, haciendo alusión al objetivo original de la fuente.

Las seis figuras a pie de la fuente
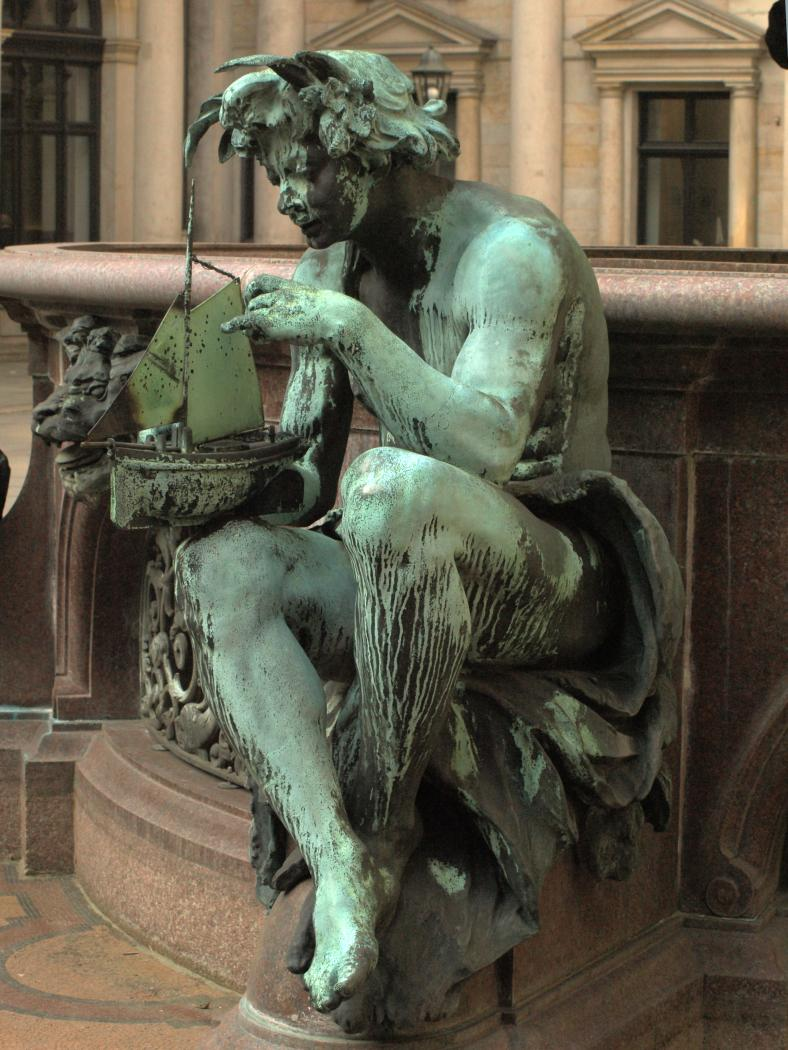
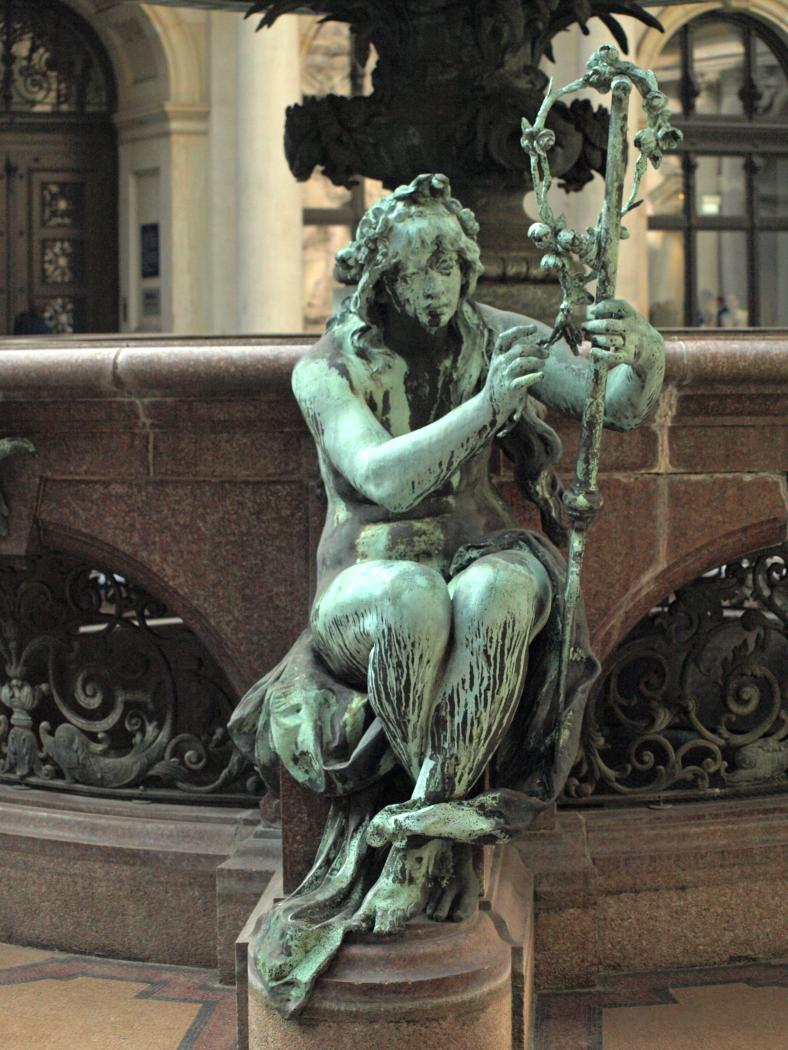
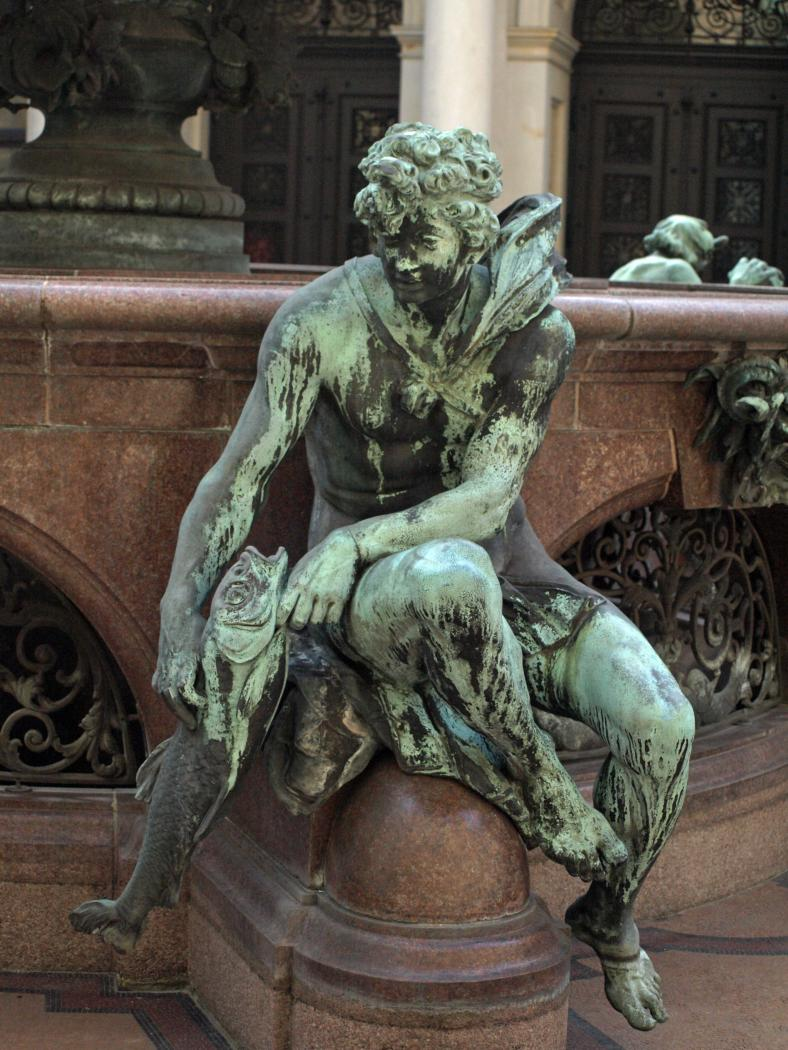
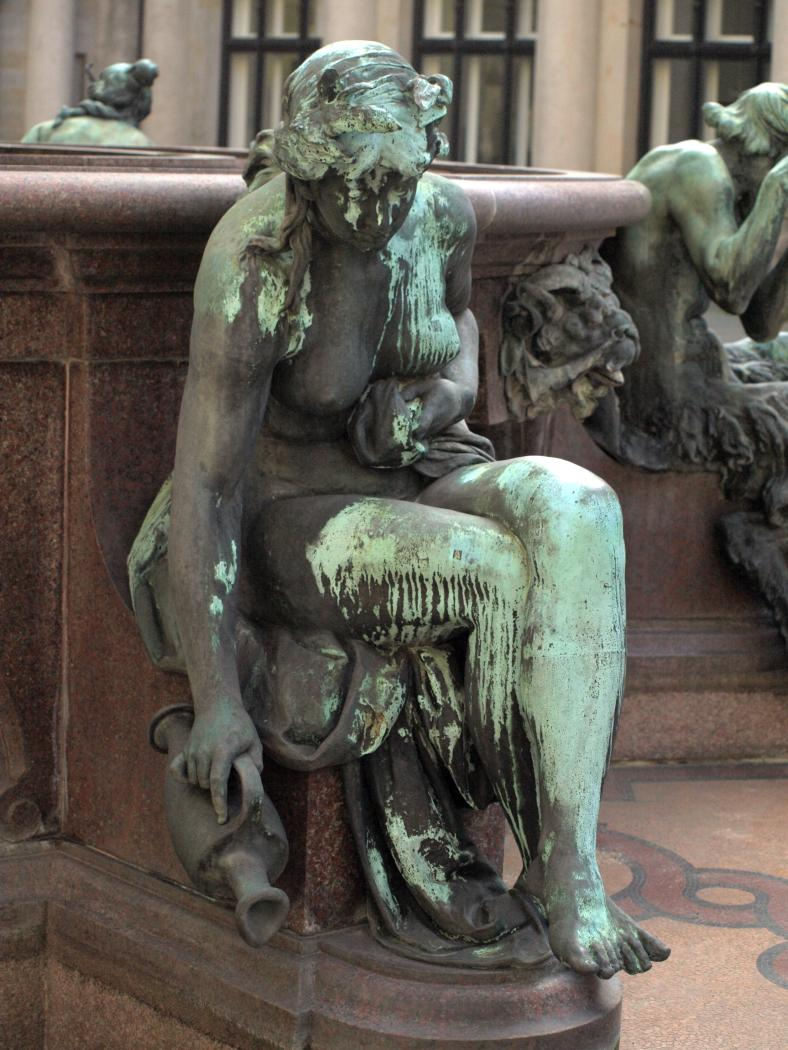
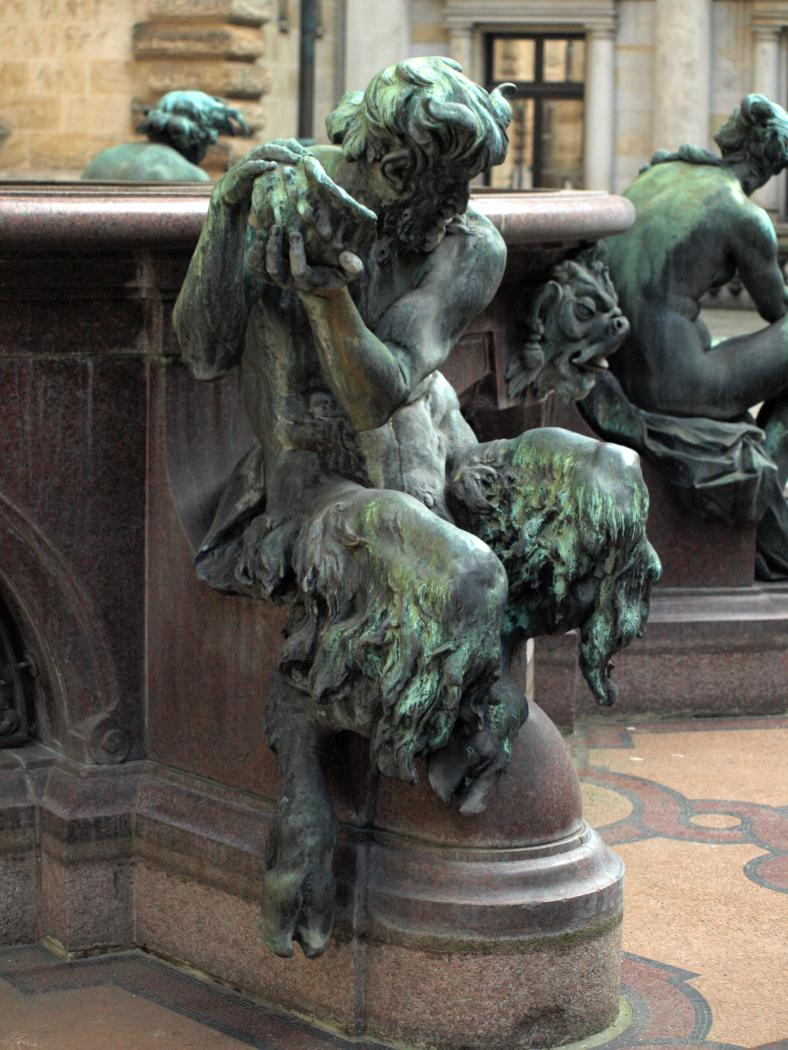
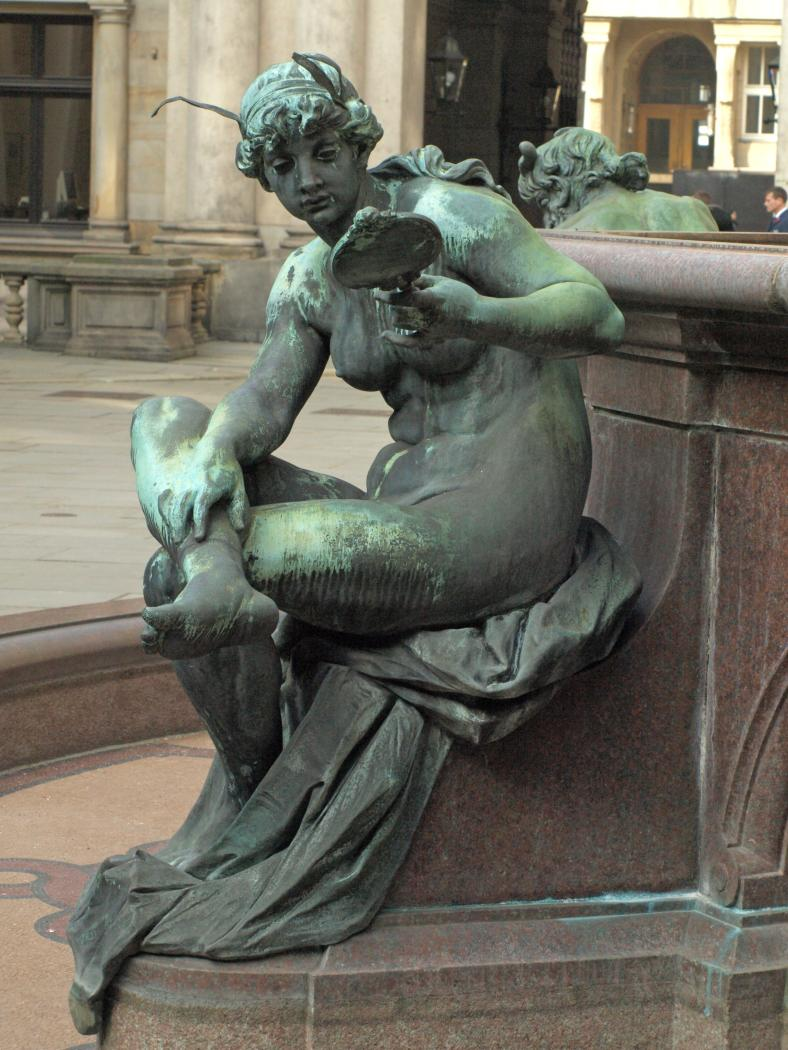

### Uso práctico

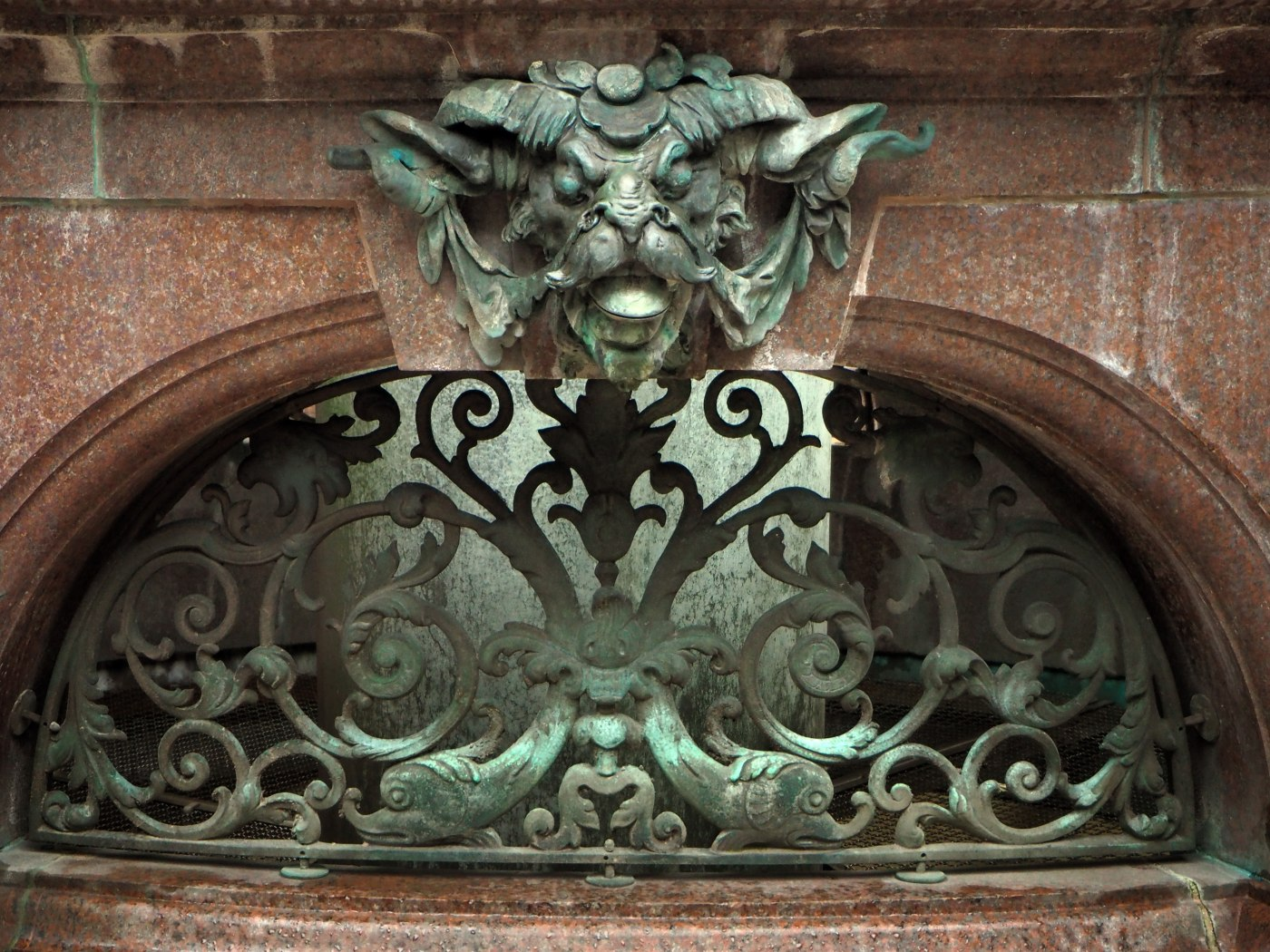
La entrada del aire que se usa en el sistema de climatización del ayuntamiento.

En la base de la fuente hay aberturas arqueadas con rejas adornadas. Más allá de su uso decorativo como parte del monumento, es aquí donde se aspira el aire con el que se climatiza el interior del Ayuntamiento de Hamburgo, utilizando el efecto de enfriamiento del agua en movimiento.